# Adolf Exner
Adolf Exner (5. februar 1841 i Prag – 10. september 1894 i Kufstein) var en østrigsk retslærd, søn af Franz Exner, bror til Karl, Franz og Siegmund Exner, far til Franz Exner.
Exner blev 1866 privatdocent i Wien, 1868 ord. professor i Zürich, 1872 i Wien, medlem af rigsretten og herrehuset. Sammen med Glaser og Unger hører Exner til sit fædrelands mest fremragende retsforskere i 19. århundrede. Skarp dømmekraft og klarhed i tanken præger Exners for største delen grundlæggende arbejder, både hans romanistiske og dem, der bevæger sig på hjemlig grund.
Han skrev blandt andet Die Lehre vom Rechtserwerb durch Tradition nach österreichischem und gemeinem Recht (1867), Das Institut der Pfandrechtspränotation in Oesterreich (1868), Die praktische Aufgabe der romanistischen Wissenschaft in Staaten mit codificiertem Privatrecht (1869), Das Publizitätsbegriff. Studien zum österreichischen Hypothekenrecht (1870) og Kritik des Pfandrechtsbegriffes nach römischem Recht (1873), tilegnet C.G. von Wächter.
Til Meiboms bekendte samleværk Deutsches Hypothekenrecht bidrog Exner med sin berømte Das österreichische Hypothekenrecht, tilegnet Unger, I-II (1876 og 1881); et andet fremragende skrift Der Begriff der höheren Gewalt (vis major) im römischen und deutschen Verkehrsrecht udkom 1883.
Endnu kan – foruden en del retsbetænkninger – mærkes: Grundriss zu Vorlesungen über Geschichte und Institutionen des römischen Rechts (1882, 3. oplag 1891), Erinnerung an Brinz (1888) og den opsigtsvækkende rektoratstale Über politische Bildung (3. udgave 1892). Exner havde været kronprins Rudolfs lærer i retsvidenskab.